# Iglesia de Santa Catalina (Limasol)
La Iglesia de Santa Catalina también llamada más formalmente Iglesia de Santa Catalina de Alejandría (en griego: Εκκλησία της Αγίας Αικατερίνης) es el nombre que recibe un edificio religioso que está afiliado a la Iglesia católica y se encuentra ubicado en Limasol, la segunda ciudad más poblada de la isla y nación de Chipre.
Se trata de un templo con elementos barrocos, que sigue el rito romano o latino y fue edificado entre 1872 y 1879, siendo abierto oficialmente el día de la fiesta de Santa Catalina, el 25 de noviembre, con la presencia de delegaciones extranjeras y el gobernador Británico de Chipre. Depende de la nunciatura apostólica de Chipre creada mediante la bula Id semper fuit en 1973 por el Papa Pablo VI.
Fue diseñador por Francesco da Monghidoro un franciscano italiano. En 1979 la iglesia paso por un proceso de restauración. Los servicios religiosos se dan en griego y en inglés.